# The Amazing Digital Circus
The Amazing Digital Circus (Nederlandse titel: Het Waanzinnige Digitale Circus) is een Australische onafhankelijke digitaal geanimeerde internetserie voor volwassenen. 

## Verhaal
The Amazing Digital Circus volgt een groep mensen die na het opzetten van een VR-headset vast zijn komen te zitten in een digitale wereld, vormgegeven als een circus. Onder leiding van een AI-circusdirecteur die ze op bizarre avonturen stuurt, moeten ze ervoor zorgen dat ze hun verstand behouden, om te voorkomen dat ze in abstracte monsters veranderen.

## Rolverdeling
| Personage           | Originele versie (EN) | Nederlandse versie          |
| ------------------- | --------------------- | --------------------------- |
| Pomni               | Lizzie Freeman        | Nola Klop                   |
| Caine               | Alex Rochon           | Alexander de Bruijn         |
| Ragatha             | Amanda Hufford        | Marina Brouwer              |
| Kinger              | Sean Chiplock         | Ewout Eggink                |
| Jax                 | Michael Kovach        | Adam Argam                  |
| Zooble              | Ashley Nichols        | Robin de Cocq van Delwijnen |
| Gangle              | Marissa Lenti         | Lune van der Meulen         |
| Bubble (NL: Bubbel) | Gooseworx             | Sky Aurealis                |

Overige stemmen in de Nederlandse versie zijn: Priscilla Roukema, Sophie van Oers, Tristan Derriks, Philip Kraaijenhof, Lena de Jong, Valentijn Banga, Nico Roukema, Mark de Groot.

## Achtergrond
The Amazing Digital Circus is geschreven door, geregisseerd door en een idee van Cooper Smith Goodwin (alias Gooseworx) en geproduceerd door Glitch Productions. De serie is geïnspireerd door CGI uit de jaren '90 en het verhaal 'I Have No Mouth, and I Must Scream' van de Amerikaanse auteur Harlan Ellison. 
De eerste aflevering ging op 13 oktober 2023 in première op YouTube. Sinds 4 oktober 2024 is de serie ook beschikbaar op Netflix. De serie telt op dit moment 6 afleveringen.